# Verolavecchia
Verolavecchia – miejscowość i gmina we Włoszech, w regionie Lombardia, w prowincji Brescia.
Według danych na rok 2004 gminę zamieszkiwało 3813 osób, 190,7 os./km².